# Pedro de Alvarado
Pedro de Alvarado (Badajoz, oko 1485. – Guadalajara, 4. srpnja 1541.), španjolski istraživač i osvajač.
Sudjelovao je osvajanju Kube (1511.), Meksika (zajedno s Hernandom Cortesom) i Gvatemale.